# Koch Records
Koch Entertainment fue una compañía discográfica estadounidense con sede en Nueva York y Nashville, Tennessee.
Koch Records es la mayor compañía discográfica de Estados Unidos Un gran número de artistas firmaron antiguamente por el sello, como Purple City, Snoop Dogg, Tha Alkaholiks, Scarface, Talib Kweli, Sheek Louch, Too $hort, Keith Murray, Blue Davinci, Domination, AZ, Kurupt, Ringo Starr, Boyz II Men, B.G., Opeth y KRS-One. Koch Records también firmó a algunos concursantes de American Idol, como William Hung y la banda de Constantine Maroulis, Pray For The Soul Of Betty.
La sucural de Koch Records en Nashville es conocida como Koch Nashville.
Otras sucursales de la compañía son Koch Publishing, Koch Video y Koch Distribution.
La discográfica cambió su nombre a E1 Entertainment en 2005.